# ドミニカ共和国の副大統領
ドミニカ共和国の副大統領（ドミニカきょうわこくのだいとうりょう、スペイン語: Vicepresidente de la República Dominicana）は、ドミニカ共和国の行政府を代表する第2位の官職である。大統領が死亡、辞任の場合に一時的に大統領職務を遂行する。

## 一覧（1844年 - 1861年）
| # | 氏名                                         | 着任   | 離任   | 大統領                       |
| - | -------------------------------------------- | ------ | ------ | ---------------------------- |
| 1 | フェリペ・ベニチオ・アルファウ・ブスタマンテ | 1853年 | 1853年 | ペドロ・サンタナ             |
| 2 | マヌエル・デ・レグラ・モタ                   | 1853年 | 1856年 | ペドロ・サンタナ             |
| 3 | アントニオ・アバド・アルファウ・ブスタマンテ | 1856年 | 1856年 | マヌエル・デ・レグラモタ     |
| 4 | ブエナ・バエズ                               | 1856年 | 1857年 | ブエナ・バエズ               |
| 5 | ドミンゴ・ダニエル・リチャルド・・プロ       | 1857年 | 1858年 | ホセ・バルベルデ・デシデリオ |
| 6 | ベニグ・フィロメノ・デ・ロハス               | 1858年 | 1861年 | ペドロ・サンタナ             |

## スペインによる併合（1861年 - 1865年）
- ラモン・マティアスメッラ：1863年 - 1864年
- ユリシーズ・フランシスコ・エスパイヤ：1864年 - 1865年
- グレゴリオ・ルペロン：1865年

## 一覧（1865年 - 1924年）
| #                                             | 氏名                                                   | 着任           | 離任           | 大統領                                 |
| --------------------------------------------- | ------------------------------------------------------ | -------------- | -------------- | -------------------------------------- |
| 7                                             | フランシスコ・アントニオ・ゴメスY・バエズ              | 1865年         | 1868年         | ペドロ・アントニオ・ピメンテル         |
| 7                                             | フランシスコ・アントニオ・ゴメスY・バエズ              | 1865年         | 1868年         | ブエナ・バエズ                         |
| 7                                             | フランシスコ・アントニオ・ゴメスY・バエズ              | 1865年         | 1868年         | ホセ・マリア・カブラル                 |
| 7                                             | フランシスコ・アントニオ・ゴメスY・バエズ              | 1865年         | 1868年         | マヌエル・カセレス・アルタグラシア     |
| 8                                             | マヌエル・カセレス・ｙ・アルタグラシア・フェルナンデス | 1868年         | 1871年         | ブエナ・バエズ                         |
| 9                                             | フアン・イシドロ・オルテア・ケネディ                   | 1871年         | 1878年         | ブエナ・バエズ                         |
| 9                                             | フアン・イシドロ・オルテア・ケネディ                   | 1871年         | 1878年         | イグナシオ・マリア・ゴンザレス         |
| 9                                             | フアン・イシドロ・オルテア・ケネディ                   | 1871年         | 1878年         | ユリシーズ・フランシスコ・エスパイヤ   |
| 9                                             | フアン・イシドロ・オルテア・ケネディ                   | 1871年         | 1878年         | ブエナ・バエズ                         |
| 10                                            | フランシスコ・グレゴリオ・ビルリニ                     | 1878年         | 1882年         | チェザーレ・オギジェルモ               |
| 10                                            | フランシスコ・グレゴリオ・ビルリニ                     | 1878年         | 1882年         | イグナシオ・マリア・ゴンザレス         |
| 10                                            | フランシスコ・グレゴリオ・ビルリニ                     | 1878年         | 1882年         | チェザーレ・オギジェルモ               |
| 10                                            | フランシスコ・グレゴリオ・ビルリニ                     | 1878年         | 1882年         | グレゴリオ・ルペロン                   |
| 10                                            | フランシスコ・グレゴリオ・ビルリニ                     | 1878年         | 1882年         | フェルナンド・アルトゥーロ・デ・メリノ |
| 11                                            | ネメシオ・カシミーロデ・モヤ                           | 1882年         | 1884年         | ユリシーズ・ウロー                     |
| 12                                            | アレハンドロウェス・Y・ギル                            | 1884年         | 1887年         | フランシスコ・グレゴリオ・ビルリニ     |
| 12                                            | アレハンドロウェス・Y・ギル                            | 1884年         | 1887年         | アレハンドロウェス・Y・ギル            |
| 13                                            | セグンド・アンベール・フランシスコ・デルモンテ         | 1887年         | 1889年         | ユリシーズ・ウロー                     |
| 14                                            | マヌエル・マリア・ゴーティエ                           | 1889年         | 1893年         | ユリシーズ・ウロー                     |
| 15                                            | フアン・ワンセスラオ・フィグエレオ                     | 1893年         | 1899年7月26日  | ユリシーズ・ウロー                     |
| 15                                            | フアン・ワンセスラオ・フィグエレオ                     | 1893年         | 1899年7月26日  | ジョン・ワンセスラオ・フィグエレオ     |
| 空位（1899年7月26日-1899年11月15日）          |                                                        |                |                |                                        |
| 16                                            | オラシオ・バスケス                                     | 1899年11月15日 | 1902年5月2日   | フアン・イシドロ・ヒメネス・ペレイラ   |
| 空位（1902年 - 1903年5月2日）                 |                                                        |                |                |                                        |
| 17                                            | デシャン・エウジェニオ・ペーニャ                       | 1903年         | 1903年         | アレハンドロウェス・Y・ギル            |
| 18                                            | ラモン・カセレス                                       | 1903年11月24日 | 1905年12月29日 | カルロス・フェリペ・モラレス           |
| （1905年12月29日 - 1924年7月12日）            |                                                        |                |                |                                        |
| 19                                            | フェデリコ・ベラスケス                                 | 1924年7月12日  | 1928年         | オラシオ・バスケス                     |
| 20                                            | ホセ・ドロレス・アルフォンセカ                         | 1928年         | 1930年3月3日   | オラシオ・バスケス                     |
| 空位（1930年3月3日 - 1930年8月16日）          |                                                        |                |                |                                        |
| 21                                            | ラファエル・エストレージャ・ウレーニャ                 | 1930年8月16日  | 1932年         | ラファエル・トルヒーヨ                 |
| 空位（1932年 - 1934年8月16日）                |                                                        |                |                |                                        |
| 22                                            | ハシント・ペイナド                                     | 1934年8月16日  | 1938年8月16日  | ラファエル・トルヒーヨ                 |
| 23                                            | マヌエル・デ・ラ・コンチャトロンコソ                   | 1938年8月16日  | 1940年2月24日  | ハシント・ペイナド                     |
| 空位（1940年3月7日 - 1942年5月18日）          |                                                        |                |                |                                        |
| タイトル廃止（1942年5月18日 - 1957年8月16日） |                                                        |                |                |                                        |
| 24                                            | ホアキン・バラゲル                                     | 1957年8月16日  | 1960年8月3日   | ヘクター・トルヒーヨ                   |
| 25                                            | ラファエル・フィリベルト・ボンエリー                   | 1960年8月3日   | 1962年1月18日  | ホアキン・バラゲル                     |
| 26                                            | エドゥアルド・バレラ                                   | 1962年1月18日  | 1962年         | ラファエル・フィリベルト・ボンエリー   |
| 27                                            | ニコラス・ピチャルド                                   | 1962年         | 1963年2月27日  | ラファエル・フィリベルト・ボンエリー   |
| 28                                            | アルマンド・ゴンサレスタマヨ                           | 1963年2月27日  | 1963年9月25日  | フアンボッシュ                         |
| なし（三頭政治）（ドナルド・リードカブラル）  |                                                        |                |                |                                        |
| 29                                            | マヌエル・ホアキン・カスティーヨ                       | 1965年5月4日   | 1965年8月30日  | アントニオ・アンベールバレラ           |
| 空き（1965年8月30日 - 1965年9月3日）          |                                                        |                |                |                                        |
| なし（暫定）（1965年9月3日 - 1966年7月1日）   |                                                        |                |                |                                        |
| 30                                            | フランシスコ・アウグストローラ                         | 1966年7月1日   | 1970年8月16日  | ホアキン・バラゲル                     |
| 31                                            | カルロス・ラファエル・ゴイコ                           | 1970年8月16日  | 1978年8月16日  | ホアキン・バラゲル                     |
| 32                                            | ジェームズ・マイルタ・アザー                           | 1978年8月16日  | 1982年7月4日   | アントニオ・グスマン・フェルナンデス   |
| 空位（1982年7月4日 - 1982年8月16日）          |                                                        |                |                |                                        |
| 33                                            | マヌエル・フェルナンデス・マーブル                     | 1982年8月16日  | 1983年10月20日 | ジェームズ・マイルタ・アザー           |
| 33                                            | マヌエル・フェルナンデス・マーブル                     | 1982年8月16日  | 1983年10月20日 | サルバドール・ホルヘ・ブランコ         |
| 空位（1983年10月20日 - 1986年8月16日）        |                                                        |                |                |                                        |
| 34                                            | カルロス・モラレスト・ロンコソ                         | 1986年8月16日  | 1994年8月16日  | ホアキン・バラゲル                     |
| 35                                            | ハシント・ペイナド                                     | 1994年8月16日  | 1996年8月16日  | ホアキン・バラゲル                     |
| 36                                            | ハイメデビッド・フェルナンデス・ミラバ                 | 1996年8月16日  | 2000年8月16日  | レオネル・フェルナンデス               |
| 37                                            | ミラグロス・オーティズ・ボッシュ                       | 2000年8月16日  | 2004年8月16日  | ヒポリト・メヒア                       |
| 38                                            | ラファエル・カーキ                                     | 2004年8月16日  | 2012年8月16日  | レオネル・フェルナンデス               |
| 39                                            | マルガリータ・セデーニョ・デ・フェルナンデス           | 2012年8月16日  | 2020年8月6日   | ダニーロ・メディナ                     |
| 40                                            | ラケル・ペニャ・フェルナンデス                         | 2020年8月6日   | 現在           | ルイス・アビナデル                     |